# Livia Drusilla
Livia Drusilla (30. ledna 58 př. n. l.  – 28. září 29 n. l.) (nebo také Julia Augusta) byla římská císařovna, třetí manželka Augusta. 
Svůj značný vliv uplatňovala ve prospěch svých synů z prvního manželství, zejména Tiberia, a naopak se snažila eliminovat potomky Augusta, mj. Tiberiovy druhé manželky Julie starší. Po smrti svého druhého manžela, císaře Augusta, dostala titul Augusta a vládla spolu se svým synem Tiberiem, který však postupně její moc omezil.
Je podle ní pojmenována Liviina vila, starověká římská vila za Římem, která sloužila jako její venkovské sídlo.